# Документно-комунікаційна система
Документно-комунікаційна система (ДКС) – це система, що забезпечує створення, обробку, зберігання й поширення документної інформації в часі й просторі, тобто забезпечує документну комунікацію в суспільстві.
Система документних комунікацій становить собою всі документи, відправників документної інформації (автор, видавництво), її споживачів (читач, слухач, глядач), професійних посередників (бібліотекарів, бібліографів, фахівців в області інформації та документації); виробничих процесів (створення, обробка, зберігання, поширення документів).

## Підсистеми ДКС
У документно-комунікаційній системі виділяють три підсистеми: атрибутивну, функціональну й управлінську.
Атрибутивна – сукупність самостійних рівнів документної комунікації, створених за тою чи іншою ознакою документа.
Вона має 2 рівні:
- первинно-документний рівень (галузь бібліотечної архівної і музейної діяльності);
- вторинно-документна діяльність (сфера інформаційної, бібліографічної й бібліотечної робіт)

Функціональна – сукупність відносно самостійних рівнів ДКС, утворених за видами документної діяльності.
Виділяють такі рівні підсистеми:
– рівень узагальнення або документування;
– рівень обробки, розповсюдження, зберігання, використання, утилізації документів.
Управлінська – це постійне, безперервне впорядкування атрибутивної та функціональної підсистем документно-комунікаційної системи (регулювання, зміна знакової системи, способів запису, сприйняття і відтворення інформації, підвищення рівня якості матеріальної основи і форми документів).

## Цілі ДКС
1) Забезпечувати членам суспільства можливість включення своїх творів у документовану соціальну пам'ять.
2) Зберігати соціальну документовану пам'ять як опредметнену частину культурної спадщини суспільства.
3) Забезпечувати використання документованої частини на користь суспільства.

## Поняття в ДКС
Сукупність документів формують документні потоки, масиви та фонди.
Документний потік — це рух документів у процесі їх виробництва, розповсюдження та використання в суспільстві, тобто сукупність розподілених у часі й просторі документів, які рухаються комунікаційними каналами від створювачів до користувачів.
Документні масиви — тимчасові слабоструктуровані сукупності документів, що підлягають подальшому трансформуванню (відбиранню, перерозподілу, та транспортуванню).
Документні фонди — стаціонарні систематизовані, споряджені довідково-пошуковим апаратом сукупності документів, що комплектуються відповідно до завдань документної системи по обслуговуванню користувачів документованою інформацією.

## Елементи документної комунікації
Комунікант — відправник документного повідомлення, що починає акт комунікації (автор повідомлення).
Реципієнт повідомлення — його одержувач, приймач (читач, слухач, глядач). Між комунікантом і реципієнтом встановлюється канал комунікації, без якого зв'язок не може відбутися.
Комунікат — документне повідомлення. Документну комунікацію можна вважати такою, що відбулася тільки у тому випадку, коли реципієнт (споживач) одержав закодовану на матеріальному носії інформацію, відправлену комунікантом.